# Gerabronn
Gerabronn (pronunciación en alemán: /ɡeːʁaˈbʁɔn/ⓘ) es una ciudad alemana perteneciente al distrito de Schwäbisch Hall de Baden-Wurtemberg.

## Localización
Se ubica unos 15 km al noreste de la capital distrital Schwäbisch Hall.

## Historia
Se conoce la existencia de la localidad desde 1226, cuando se menciona como un pueblo bajo el gobierno del obispo de Wurzburgo. Perteneció al burgraviato de Núremberg desde 1399, adquiriendo derechos de mercado desde 1412, y tras varios cambios territoriales acabó integrándose en el margraviato de Ansbach. Tras la adquisición de Ansbach en 1792 por el reino de Prusia, en 1806 pasó a pertenecer al reino de Baviera y en 1810 al reino de Wurtemberg.
Adquirió estatus de ciudad en 1866 y se desarrolló notablemente con la apertura de una estación de ferrocarril en 1900. Entre 1972 y 1975, el territorio de la ciudad aumentó con la incorporación de las localidades de Amlishagen, Oberweiler, Unterweiler, Dünsbach y Michelbach an der Heide.

## Demografía
A 31 de diciembre de 2017 tiene 4262 habitantes.